# Phytocerum belloi
Phytocerum belloi är en skalbaggsart som beskrevs av Costa, Vanin, Lawrence och Ide 2003. Phytocerum belloi ingår i släktet Phytocerum och familjen Cerophytidae. Inga underarter finns listade i Catalogue of Life.